# شاين كليفر
شاين كليفر (بالإنجليزية: Shane Cleaver)‏ هو لاعب اتحاد الرغبي نيوزيلندي، ولد في 12 يونيو 1987 في نيوزيلندا.

## وصلات خارجية
- شاين كليفر عل موقع إسبنسكروم (الإنجليزية)
- شاين كليفر على موقع ItsRugby.co.uk (الإنجليزية)